# تینر

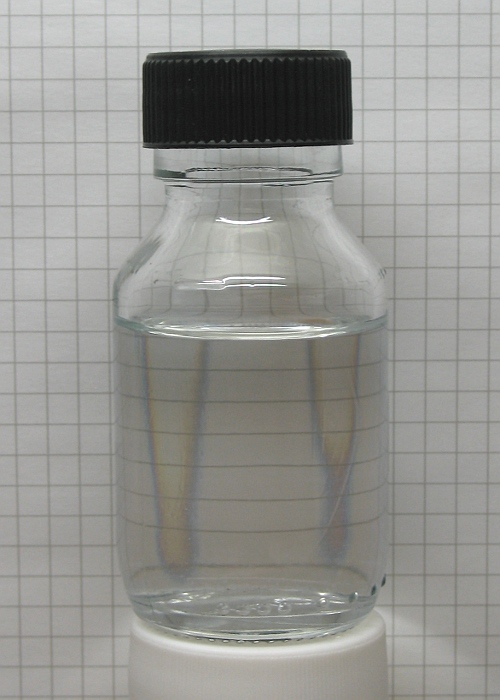
تصویری از تینر

تینر یا تینر نقاشی (به انگلیسی: Paint thinner) ماده‌ی شیمیایی، حلالی است  برای رقیق کردن رنگ‌های پایه روغنی به‌کار می‌رود هم‌چنین می‌توان برای پاک کردن بخش‌هایی که نباید رنگی می‌شده تینر را به‌کار برد.

## تركيبات اصلی تينر
تینر از ترکیبات مختلف شیمیای درست شده است و این ترکیبات شامل:
- حلال ويژه
- ايزوبوتان
- متانول
- مخلوط زایلن
- سيكلو هگزانول
- نرمال بوتان
- متيل اتيل كتون
- اتيل گليكول
- استون
- يوتيل گليكول
- اتیل استات
- متیل استات
- بوتیل استات[۲]

## انواع آن
1. تینرهای آلکیدی
2. تینرهای فوری
3. تینرهای اپوکسی (برای رنگهای اپوکسی)
4. تینرهای پلی اورتان (برای رنگهای پلی اورتان)
5. تینرهای سیلیکونی (برای رنگهای سیلیکونی)
6. تینرهای شستشو (برای شستشو سطوح به منظور زدودن آلودگیها)

## خواص تینرها در صنعت رنگ
تینرها در خواص کاربری رنگ، زمان خشک شدن لایه رنگ و خواص نهایی رنگ تشکیل شده نقش تعیین‌کننده ای دارند . انتخاب درست یک تینر بر ویسکوزیته، خاصیت برس خوری، قابلیت افشاندن، سرعت خشک شدن و بسیاری خواص دیگر رنگ تأثیر می‌گذارد . همچنین خواص ذکر شده در انتخاب تینر مناسب عبارتند از:
1. قدرت حلالیت
2. سرعت تبخیر
3. نقطه جوش
4. نقطه اشتعال و قابلیت شعله وری
5. سمیت [۳]

## نمونه‌هایی از دیگر پاک کننده‌ها
در واقع تینر یک ماده‌ی پاک کننده است؛ در زیر نمونه‌های دیگری از پاک کننده‌های رنگ آورده شده :
- استون
- تربانتین
- نفتا
- متیل اتیل کتون
- دی‌متیل فرم‌آمید
- ۲-بوتوکسی‌اتانول